# Eva Palm
Eva Palm, senare Eva Palm-Uhlin, född 24 december 1972, är en svensk bandyspelare som började spela i Bromstens IK och sedan spelade för AIK och IK Göta. Hon utsågs till årets tjej i svensk bandy år 1999. Inför säsongen 1999/2000 började hon spela för Edsbyns IF. Hon arbetade då på Svenska Baseboll- och Softbollförbundet i Solna.
Hon gick sedan tillbaka till AIK, och vann SM-guld med laget 2003, 2004, 2005 och 2006.
Hon har också spelat för Sveriges landslag, och vann VM-guld 2004 i Finland samt blivit "stor tjej" i svensk bandy.
I dagsläget tränar hon Grycksbo IF:s tjejlag, som 2015 gick upp i Damallsvenskan och som även spelat i flickallsvenskan (tidigare F17)